# Crocus leichtlinii
Crocus leichtlinii là một loài thực vật có hoa trong họ Diên vĩ. Loài này được (Dewer) Bowles miêu tả khoa học đầu tiên năm 1924.